# تاناکا چیگاکو
تاناکا چیگاکو (به ژاپنی: 田中智學 Tanaka Chigaku); ۱۴ دسامبر ۱۸۶۱ – ۱۷ نوامبر ۱۹۳۹) محقق و سخنران آیین بودایی، شاخه بوداگرایی نیچیرن، نویسنده و مبلغ ملی‌گرایی در دوره میجی، دوره تایشو و اوایل دوره شووا بود.